# Liste der Bau- und Bodendenkmale im Landkreis Teltow-Fläming

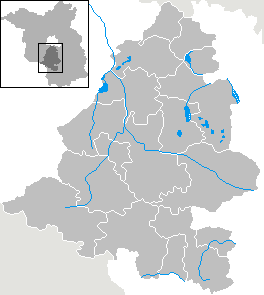
Karte des Landkreises Teltow-Fläming

Die Liste der Bau- und Bodendenkmale im Landkreis Teltow-Fläming enthält die Kulturdenkmale (Bau- und Bodendenkmale) im Landkreis Teltow-Fläming. Grundlage der Einzellisten sind die in den jeweiligen Listen angegebenen Quellen. Die Angaben in den einzelnen Listen ersetzen nicht die rechtsverbindliche Auskunft der zuständigen Denkmalschutzbehörde.

## Aufteilung
Wegen der großen Anzahl von Kulturdenkmalen im Landkreis Teltow-Fläming ist diese Liste in Teillisten nach den Städten und Gemeinden aufgeteilt.
| Stadt/Gemeinde      | Karte | Denkmallisten                 | Bild eines Denkmals                   |
| ------------------- | ----- | ----------------------------- | ------------------------------------- |
| Am Mellensee        |       | - Baudenkmale - Bodendenkmale | Windmühle Saalow                      |
| Baruth/Mark         |       | - Baudenkmale - Bodendenkmale | Kirche                                |
| Blankenfelde-Mahlow |       | - Baudenkmale - Bodendenkmale | Kirche Jühnsdorf                      |
| Dahme/Mark          |       | - Baudenkmale - Bodendenkmale | Stadtbefestigung                      |
| Dahmetal            |       | - Baudenkmale - Bodendenkmale | Kirche Prenzdorf                      |
| Großbeeren          |       | - Baudenkmale - Bodendenkmale | Bühlowpyramide                        |
| Ihlow               |       | - Baudenkmale - Bodendenkmale | Kirche                                |
| Jüterbog            |       | - Baudenkmale - Bodendenkmale | Kirche                                |
| Luckenwalde         |       | - Baudenkmale - Bodendenkmale | Erbbegräbnis                          |
| Ludwigsfelde        |       | - Baudenkmale - Bodendenkmale | Landwirtschaftliche Erziehungsanstalt |
| Niederer Fläming    |       | - Baudenkmale - Bodendenkmale | Schloss Wiepersdorf                   |
| Niedergörsdorf      |       | - Baudenkmale - Bodendenkmale | Bülowdenkmal                          |
| Nuthe-Urstromtal    |       | - Baudenkmale - Bodendenkmale | Kirche Dümde                          |
| Rangsdorf           |       | - Baudenkmale - Bodendenkmale | Flugzeugwerke                         |
| Trebbin             |       | - Baudenkmale - Bodendenkmale | Kirche                                |
| Zossen              |       | - Baudenkmale - Bodendenkmale | Wasserturm                            |